# معشوق پایان ناپذیر است
 معشوق پایان ناپذیر است (به تامیلی: Anbanavan Asaradhavan Adangadhavan) یا مرد مهربان، سازش‌ناپذیر (به انگلیسی: The affectionate, uncompromising) فیلمی محصول سال ۲۰۱۷ و به کارگردانی آمار کایوشیک است. در این فیلم بازیگرانی همچون سیلامباراسان، تمنا باتیا و شریا سارن ایفای نقش کرده‌اند.